# بيت جودم (الحصن)

تعديل مصدري - تعديل

بيت جودم هي إحدى قرى عزلة اليمانية العليا بمديرية الحصن التابعة لمحافظة صنعاء، بلغ تعداد سكانها 145 نسمة حسب تعداد اليمن لعام 2004.